# Leidfaden
Der Leidfaden (Untertitel Fachmagazin für Krisen, Leid, Trauer) ist eine deutsche Fachzeitschrift zu den Themenfeldern Sterbe- und Trauerbegleitung.

## Geschichte
Die Hefte erscheinen seit Dezember 2011 vier Mal im Jahr, jeweils in den Monaten Februar, Mai, August, November mit jeweils etwa 90 Seiten im Verlag Vandenhoeck & Ruprecht, Göttingen.

## Inhalt
Leidfaden hat zum Ziel, alle, die Sterbende und Trauernde therapeutisch, medizinisch oder seelsorgerlich begleiten, mit fundierten Beiträgen bei ihrer Arbeit unterstützen. Die Zeitschrift erscheint durchgehend mit themenbezogenen Heften. Dabei orientiert sich die Themenwahl orientiert sich an spezifischen Handlungsfeldern. Leidfaden möchte (semi-)professionellen Trauerbegleitern eine inhaltliche Verortung bieten, die sie in ihrer Arbeit unterstützt. Sie soll als Fortbildungsorgan dienen, Hintergründe beleuchten und Denkanstöße geben; Rubriken für diese Funktionen werden fortlaufend aufgenommen (Praxis- und Forschungsberichte, Reportagen, Interviews, Tagungskalender, Verbandsnachrichten, fachspezifische Foren, Glossen, Rezensionen, Literaturhinweise etc.).
Erschienen sind bisher folgende Themenhefte:
- Was heißt Trösten? (0/2011)
- Begleitung: Möglichkeiten und Grenzen (1/2012)
- Resilienz – Schutzschirm der Psyche (2/2012)
- Trauer am Arbeitsplatz (3/2012)
- Kinder und Jugendliche – ein Trauerspiel (4/2012)
- Rituale – zwischen Pathos und Folklore (1/2013)
- Männer und Krisen (2/2013)
- Trauer und Sprache – jedes Wort zählt (3/2013)
- Humor – heilsam oder zerstörend? (4/2013)
- Trauma zwischen Akzeptanz und Ignoranz (1/2014)
- Kunst – dem leid An-Sehen geben (2/2014)
- Leid im Abseits. Aberkannte und nicht gesehene Trauer (3/2014)
- Suizid: Aus-Weg-Los!? (4/2014)
- Zwischen Sensation und Sensibilität – Leid und Trauer in der Öffentlichkeit (1/2015)
- JETZT! LEBEN mit Krebs (2/2015)
- Trauer hat System – Veränderungsdynamik in Krisen (3/2015)
- Ehrenamt – Unbezahlt und unbezahlbar. Rolle und Bedeutung in der Hospiz- und Palliativarbeit (4/2015)
- Spiritualität als (ein) Weg der Welterfassung (1/2016)
- Geld und Leid – das leidige Geld (2/2016)
- Flucht vor der Heimat – ewige Trauer oder Aufbruch zu neuen Ufern? (3/2016)
- Würde bis ans Ende … und darüber hinaus (4/2016)
- Hoffnung – ein Drahtseilakt (1/2017)
- Professionalität zwischen Können und Wollen (2/2017)
- Im Sog der Angst – wenn Vertrauen schwindet (3/2017)
- Was hält Leib und Seele zusammen? (4/2017)
- Lebenskunst (1/2018)
- Let’s talk about Sex – auch in Zeiten von Trauer und Leid (2/2018)
- Wer’s glaubt, wird selig!? Mystik, Mythen, Aberglaube (3/2018)
- In Mitleidenschaft gezogen – Empathie und Mitgefühl an der Grenze (4/2018)
- Langsame Fahrt voraus – die Kunst ethischen Reflektierens (1/2019)
- Herausforderung Kommunikation. Brücken und Wege (2/2019)
- TrauerPolitik – Verluste gestalten (3/2019)
- Bindung: Entstehung – Bedeutung – Belastung (4/2019)
- Digitalisierung – Krisen.Leid.Trauer 2.0 (1/2020)
- Vertrauen – die tragende Kraft (2/2020)
- Von der Lust und der Last mit den Methoden (3/2020)
- Was ist mit dem SINN LOS? (4/2020)
- Was alle werden wollen, aber niemand sein will – alt! (1/2021)
- Neubeginn!? Bewahren und Verändern (2/2021)
- Anders leben, anders lieben, anders trauern (3/2021)
- Auf den Hund gekommen – Tiere in und bei Krisen, Leid und Trauer (4/2021)
- Zuversicht – das Pfeifen der Seele im finsteren Wald (1/2022)
- Kraft und Last der Erinnerungen (2/2022)
- Schamgebeugt und schuldbeladen (3/2022)
- Vom Un-Glück – Gibt es Glück im Leid? (4/2022)
- Verstand ist nicht alles – Leben mit Demenz (1/2023)
- Der leere Himmel – Krise ohne Glauben (2/2023)

## Herausgeber
Geschäftsführende Herausgeber des Leidfadens sind Monika Müller, Lukas Radbruch und Sylvia Brathuhn.
Weitere Herausgeber sind Dorothee Bürgi (Zürich), Arnold Langenmayr (Ratingen), Heiner Melching (Berlin), Christian Metz (Wien), Petra Rechenberg-Winter (Eichenau), Margit Schröer (Düsseldorf) sowie Reiner Sörries (Erlangen).